# يوليان ستروغوف
يوليان ستروغوف (مواليد 28 أبريل 1972) هو ملاكم بلغاري، مثّل بلاده في الألعاب الأولمبية الصيفية في دورتي 1992 و1996.

## روابط خارجية
يوليان ستروغوف على موقع أوليمبيديا (الإنجليزية)